# Valérien Ismaël
Valérien Ismaël, (ur. 28 września 1975 w Strasburgu) – francuski trener i piłkarz występujący na pozycji środkowego obrońcy.

## Życiorys
Reprezentował kluby takie jak RC Strasbourg, Crystal Palace, RC Lens, Werder Brema i Bayern Monachium. W styczniu 2008 przeniósł się do Hannoveru 96.
We wrześniu 2009 roku ogłosił zakończenie kariery.